# میگل آنخل ویواس
میگل آنخل ویواس (اسپانیایی: Miguel Ángel Vivas‎؛ زادهٔ ۱۹۷۴) کارگردان فیلم و فیلم‌نامه‌نویس اهل اسپانیا است.
از فیلم‌ها یا مجموعه‌های تلویزیونی که وی در آن‌ها نقش داشته‌است، می‌توان به قصه‌ای برایم بگو، خانه کاغذی و انقراض اشاره نمود.